# إنوسنت أنيانو
إنوسنت أنيانو (بالهولندية: Innocent Anyanwu) مواليد 25 سبتمبر 1982 في نيجيريا، هو ملاكم هولندي محترف  يصنف ضمن فئة وزن الريشة.

## إحصائيات
خاض خلال مسيرته 70 نزالا، فاز في 25 وتعادل في 3 وخسر في 42. فاز بالضربة القاضية في 15 نزالا.

## روابط خارجية
- إنوسنت أنيانو على موقع بوكس ريك (الإنجليزية) (registration required)